# Pargua
Pargua es una localidad chilena de la comuna de Calbuco, en la Región de Los Lagos. Se ubica a 56 kilómetros al sur de Puerto Montt, en la ribera norte del canal de Chacao, donde se acaba la llamada "costa pareja" de Chile y comienzan los archipiélagos. Al otro lado del canal, de unos 3 km de ancho, se encuentra el poblado de Chacao, en la Isla Grande de Chiloé.  
Entre ambas localidades existe un servicio de transbordadores, y actualmente se encuentra en construcción un puente. Cuenta con un establecimiento educacional  (desde párvulos hasta 4.º medio), una posta rural y un retén de Carabineros. La vida económica ha estado orientada tradicionalmente a la pequeña agricultura y  la pesca artesanal, pero en los últimos 20 años se han instalado en la zona algunas salmoneras, industrias que producen alimentos para la misma actividad y procesamiento de algas. 

### Radioemisoras
- 91.1 MHz Radio Nahuel (programación desde Chiloé)

De igual manera se pueden captar diversas radios AM y FM provenientes de Calbuco, Puerto Montt, Ancud, y otras localidades cercanas, aunque algunas con cierta dificultad.

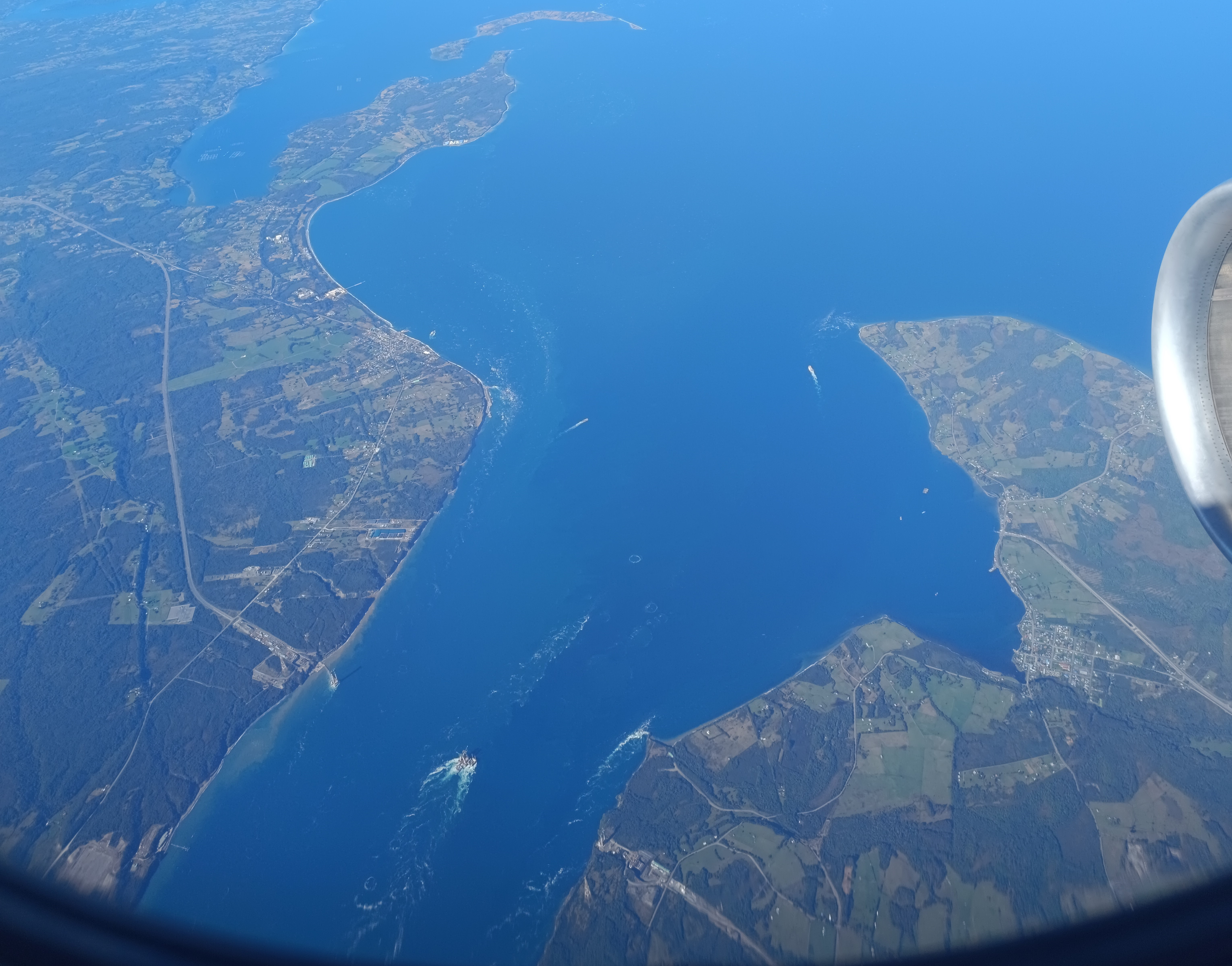
Vista aérea del Canal de Chacao, con los tres pilares del nuevo puente en construcción, en abril de 2024, y las localidades de Pargua y Chacao.

- Datos: Q6061712